# Mưa phùn
Mưa phùn là một hiện tượng ngưng tụ nước thành những hạt nhỏ hơn giọt mưa - đường kính nói chung nhỏ hơn 0.5mm. Mưa phùn thường được tạo ra bởi những đám mây thấp. Lượng mưa đo được từ mưa phùn vào khoảng 1 mm mỗi ngày hoặc ít hơn. Do kích thước nhỏ của giọt mưa phùn, dưới nhiều hoàn cảnh mưa phùn phần lớn bị bốc hơi trước khi chạm tới mặt đất và do đó có thể không thể quan sát trên mặt đất để phát hiện. Mã METAR của mưa phùn là DZ.

## Ảnh hưởng
Trong khi hầu hết mưa phùn chỉ có một tác động nhỏ đến con người, mưa phùn đông đá có thể dẫn đến tình trạng nguy hiểm. Mưa phùn đông đá xảy ra khi mưa phùn rơi xuống đất trên bề mặt có nhiệt độ dưới mức đóng băng. Những giọt mưa ngay lập tức đóng băng khi rơi xuống đất, dẫn đến sự tích tụ của các dải băng (đôi khi được gọi là băng đen) trên bề mặt đường phố và gây nguy hiểm cho giao thông.

## Sự xuất hiện
Mưa phùn là dạng mưa thường gặp nhất, đặc biệt là ở vùng lạnh thuộc cận nhiệt đới được chi phối bởi mây cumulus mà hoàn toàn trong lớp biên. Các dụng cụ tần số cao như radar có thể phát hiện mưa phùn.